# Жаналик (Талгарський район)
Жанали́к (каз. Жаңалық) — село у складі Талгарського району Алматинської області Казахстану. Входить до складу Кайнарського сільського округу.
Населення — 3260 осіб (2021; 1378 у 2009, 1078 у 1999, 906 у 1989).